# Serafino Vannutelli
Serafino Vannutelli (Genazzano, 26 novembre 1834 – Roma, 19 agosto 1915) è stato un cardinale e arcivescovo cattolico italiano.

## Biografia
Nacque a Genazzano il 26 novembre 1834 da Giovanni Battista Vannutelli e da Teresa Testa. Era fratello del cardinale Vincenzo Vannutelli.
Si laureò a Roma in teologia, filosofia e in utroque iure.
Fu ordinato sacerdote a Roma il 22 dicembre 1860.

### Ministero episcopale e cardinalato
Nel 1869 venne consacrato arcivescovo e gli fu assegnata la sede titolare di Nicea e fu inviato come delegato apostolico in numerosi paesi dell'America Latina.
Dal 1875 al 1880 fu nunzio apostolico in Belgio e dal 1880 al 1887, presso l'Impero Austro-Ungarico.
Papa Leone XIII lo elevò al rango di cardinale nel concistoro del 14 marzo 1887, con il titolo di Santa Sabina.
Il 16 gennaio 1893 fu nominato arcivescovo di Bologna, sede di cui non prese possesso. Il 12 giugno seguente divenne cardinale vescovo di Frascati e nello stesso anno venne nominato prefetto della Sacra Congregazione dell'Indice.
Nel 1903 optò per il titolo di cardinale vescovo di Porto e Santa Rufina.
Nel 1913 divenne decano del Sacro Collegio, carica che mantenne fino alla morte (gli successe in questa il fratello Vincenzo), per cui gli fu aggiunto il titolo di cardinale vescovo di Ostia, pur mantenendo quello di Porto e Santa Rufina.
Morì il 19 agosto 1915 all'età di 80 anni. Dopo le esequie, la salma venne tumulata nel sacello di Propaganda Fide nel cimitero del Verano.

## Conclavi
Durante il suo cardinalato Serafino Vannutelli partecipò a due conclavi:
- quello del 1903 che elesse papa Pio X;
- quello del 1914, che elesse papa Benedetto XV

## Genealogia episcopale e successione apostolica
La genealogia episcopale è:
- Cardinale Scipione Rebiba
- Cardinale Giulio Antonio Santori
- Cardinale Girolamo Bernerio, O.P.
- Arcivescovo Galeazzo Sanvitale
- Cardinale Ludovico Ludovisi
- Cardinale Luigi Caetani
- Cardinale Ulderico Carpegna
- Cardinale Paluzzo Paluzzi Altieri degli Albertoni
- Papa Benedetto XIII
- Papa Benedetto XIV
- Papa Clemente XIII
- Cardinale Marcantonio Colonna
- Cardinale Giacinto Sigismondo Gerdil, B.
- Cardinale Giulio Maria della Somaglia
- Cardinale Carlo Odescalchi, S.I.
- Cardinale Costantino Patrizi Naro
- Cardinale Serafino Vannutelli

La successione apostolica è:
- Vescovo Antonio Tomás Iturralde (1870)
- Vescovo Jordan Marie Joseph Ballsieper, Cong. Subl. O.S.B. (1878)
- Cardinale Cölestin Josef Ganglbauer, O.S.B. (1881)
- Vescovo Łukasz Solecki (1882)
- Vescovo Mato Vodopić (1882)
- Vescovo Marijan Marković, O.F.M.Obs. (1884)
- Arcivescovo Vartan Estegar, C.A.M. (1884)
- Vescovo Eugenio Carlo Valussi (1886)
- Vescovo Franz von Sales Maria Doppelbauer (1889)
- Vescovo Giosuè Bicchi (1893)
- Vescovo Esteban Rojas Tobar (1895)
- Vescovo Maximilian Gereon von Galen (1895)
- Arcivescovo Orazio Mazzella (1896)
- Cardinale Domenico Serafini, Cong. Subl. O.S.B. (1900)
- Vescovo Francesco Giacci (1900)
- Arcivescovo Raffaele Virili (1901)
- Arcivescovo Mattias Dvornik (1901)
- Vescovo William Giles (1904)